# Азизие
Азизие (тур. Aziziye) — город и район в провинции Эрзурум Турции. До 2008 года носил название Ылыджа.